# Paraclytus excultus
Paraclytus excultus är en skalbaggsart som beskrevs av Bates 1884. Paraclytus excultus ingår i släktet Paraclytus och familjen långhorningar. Inga underarter finns listade i Catalogue of Life.